# 黎萬宏
黎萬宏（英語：Lai Man Wang，1974年8月30日—），綽號泥鯭，香港樂隊RubberBand成員，於隊內擔任鼓手。因樣貌酷似藝人林海峰而為人熟知，有「翻版林海峰」之稱。

## 經歷
黎萬宏在1996年取得香港城市大學材料科技理學士學位，1999年物理及材料科學哲學碩士畢業。在進入樂壇前曾任職程式設計員，出道時因外貌酷似藝人林海峰而為人熟知。2009年與樂隊和林海峰合作歌曲《夾硬泥》而首次主唱Rubberband歌曲。2010年與林海峰合作拍攝易辦事廣告
。2017年展開演員生涯，接拍viuTV劇集《賤民20》。同年，向拍拖多年的圈外女友「阿欣」求婚成功，但翌年女方悔婚，二人最終分手收場。2020年，他與黃心穎傳出緋聞，二人則稱為朋友關係。2021年，二人被目到穿情侶裝約會放狗，疑似地下情曝光，2023年8月13日兩人註冊結婚。

## 演出

### 電視劇（viuTV）
- 2017年：《賤民20》飾演 Richard
- 2018年：《Plan B》飾演 鄧伯
- 2024年：《無人之境 (香港電視劇)》飾演 大頭

### 電視劇（香港電台電視部）
- 2021年: 《格外樓神》一家之主

### 電影
- 2017年：《女士復仇》